# Julio Velázquez
Julio Velázquez, né le 5 octobre 1981 à Salamanque, est un entraîneur espagnol de football.

## Biographie
Julio Velázquez commence à entraîner dès l'âge de 15 ans. À 19 ans, il entraîne une équipe junior de niveau régional.
Lors de la saison 2008-2009, il mène les juniors du Polideportivo Ejido en División de Honor, terminant vice-champion.
En 2009, il revient dans sa province natale pour entraîner les juniors du Real Valladolid. En cours de saison, il est nommé entraîneur de l'équipe réserve qu'il mène en play-off de promotion de la Segunda División B.
En 2010, il entraîne l'équipe première du Polideportivo Ejido en Segunda División B, avec laquelle il réalise une bonne saison.
En 2011, il rejoint le Villarreal CF pour y entraîner la deuxième équipe réserve (le Villarreal C). À partir de décembre 2011, il entraîne l'équipe réserve (Villarreal B) en D2. En juin 2012, il est nommé entraîneur de l'équipe première avec l'objectif de faire remonter l'équipe en D1. Il est limogé après le premier tour du championnat alors que l'équipe occupe la septième place.
En juillet 2013, il est recruté par le Real Murcie. Sous sa direction, Murcie s'avère être l'une des révélations de la saison et termine à la quatrièm e place. L'équipe est battue par le Córdoba CF lors du play-off de promotion en D1.
En juin 2014, il signe avec le Real Betis qui vient de descendre en D2. Il est limogé le 25 novembre 2014 alors que le club occupe la sixième place.
Le 16 décembre 2015, il rejoint le club portugais du CF Belenenses qui évolue en D1. Il quitte le club en octobre 2016. Peu de jours après, il signe avec l'AD Alcorcón en D2 espagnole.
Le 11 mars 2021, Velázquez est nommé entraîneur du CS Marítimo. Ayant déjà entraîné deux clubs portugais, il rejoint une formation se battant pour son maintien, classée lanterne rouge de Liga NOS au moment de son arrivée.
Le 5 avril 2022, il est nommé nouvel entraineur du Deportivo Alavés jusqu’à la fin de la saison.